# Institut Barcelona Esports
L'Institut Barcelona Esports (IBE) és un organisme municipal creat el 2005 per l'Ajuntament de Barcelona.
Amb seu a l'edifici principal de les Piscines Bernat Picornell, és l'organisme encarregat de crear nous atractius turístics relacionats amb el món de l'esport a Barcelona i de reforçar-ne les estructures de comercialització. Paral·lelament, es dedica a difondre l'activitat esportiva que té lloc a la ciutat, participa de la gestió de les instal·lacions existents i treballa en la dotació de nous equipaments públics. David Escudé Rodríguez, que ja fou comissionat de l'Institut Barcelona Esports entre els anys 1915 i 1917, l'any 2019, amb el nou pacte de govern municipal entre Barcelona en Comú i el PSC, com a regidor d'esports de l'Ajuntament de Barcelona, es convertí novament en responsable d'aquest organisme. Des de l'any 2006, l'Ajuntament de Barcelona reconeix la trajectòria de les dones esportistes o promotores de l'esport amb motiu de la seva activitat personal i professional a la ciutat amb la concessió del Premi Dona i Esport.